# Бальтазар Фонтана

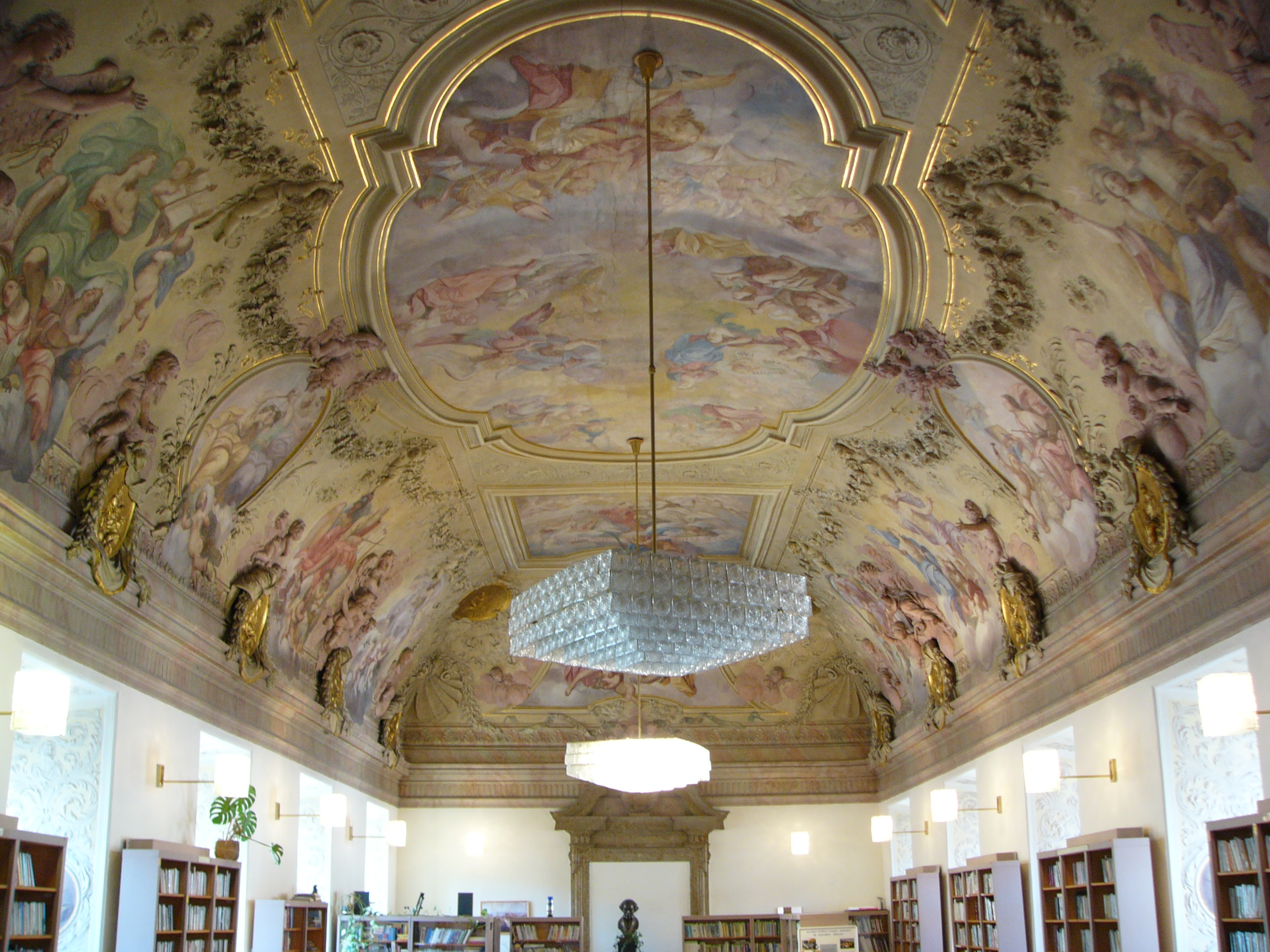
Храдіско, монастир, бібліотека декор

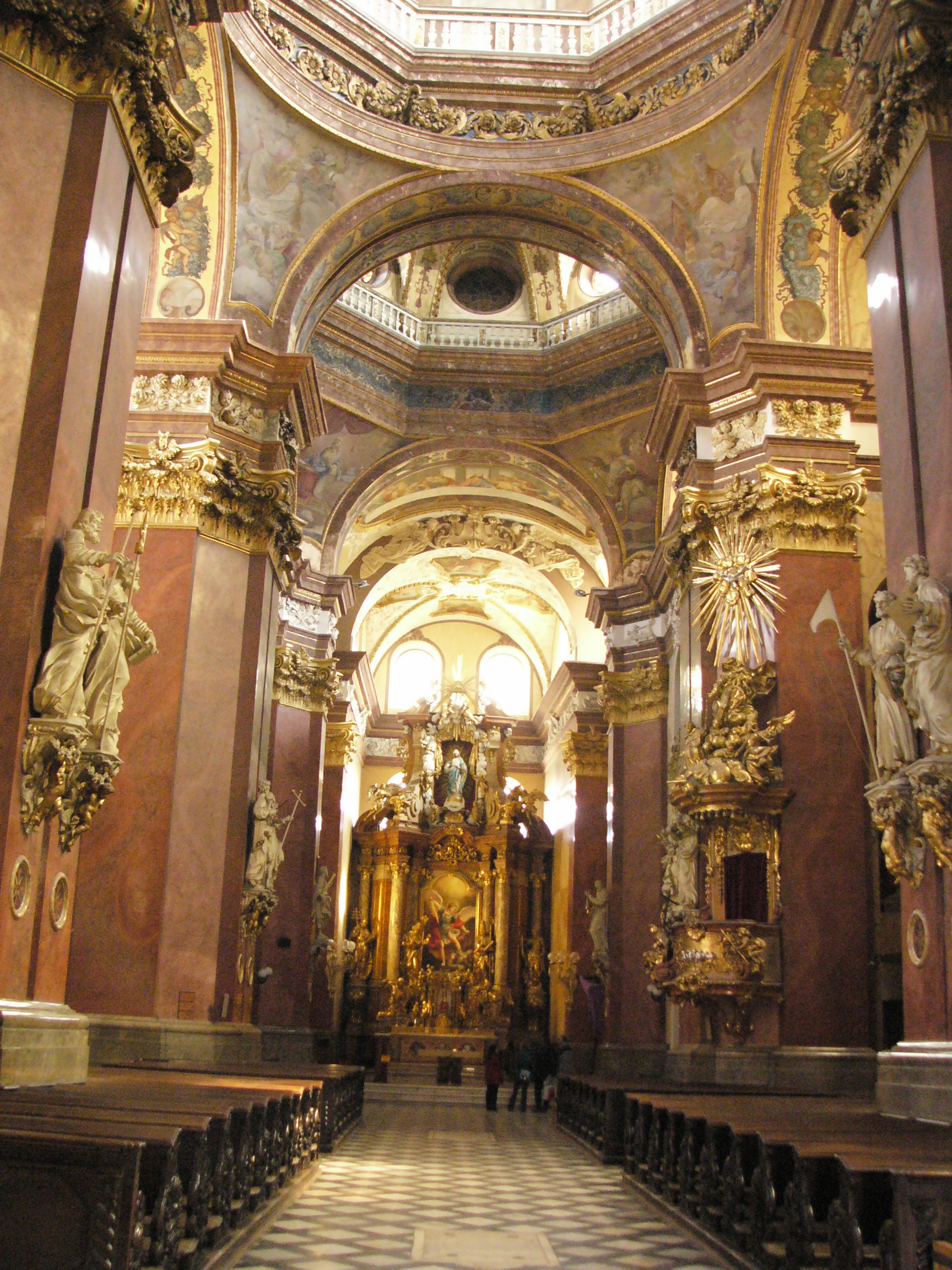
Оломунєц, костел св. Михайла, дизайн інтер'єру

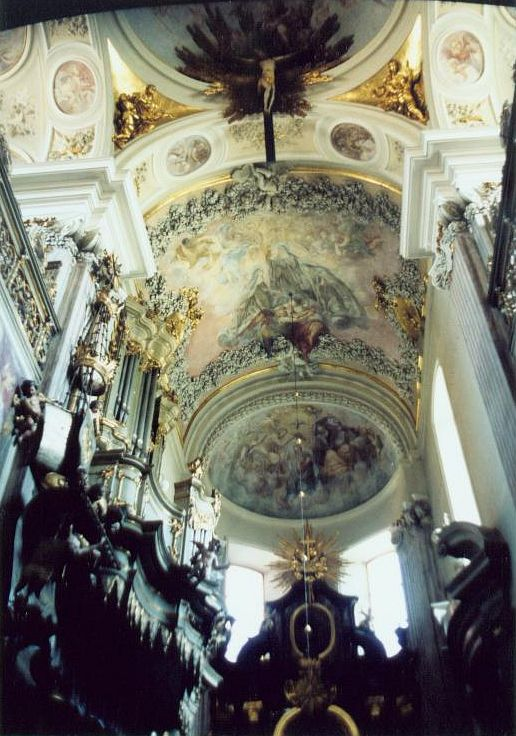
Оздоблення церкви св. Андрія в Кракові

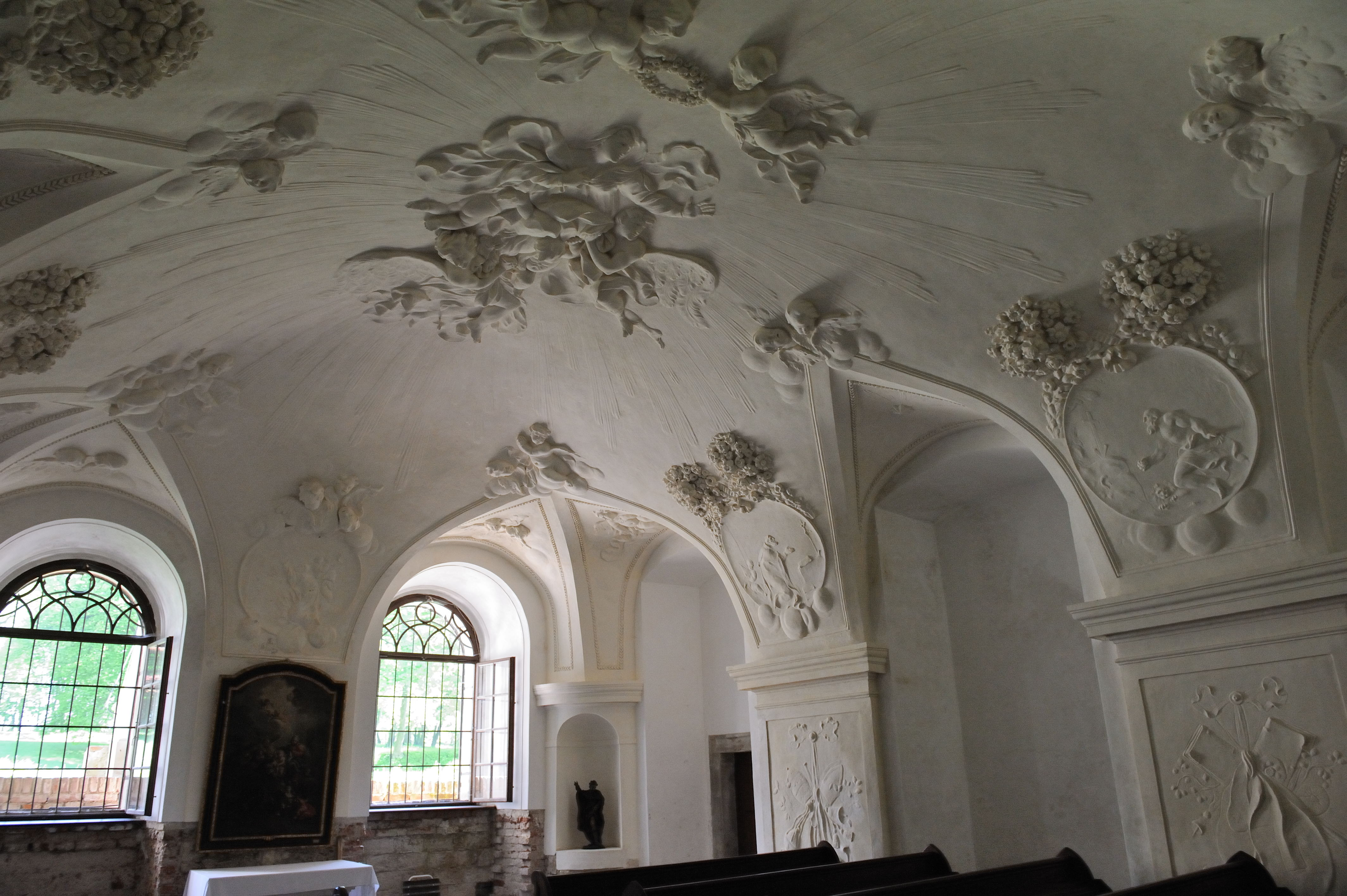
Угерчице — замкова каплиця

Бальтазар (іт. Baldassare) Фонтана (народився 26 червня 1661 року в К'яссо, помер там 6 жовтня 1733 року) — художник-ліпник з Мендризіо (нині південна частина кантону Тічино), діяв у Малопольщі та Моравії .

## Біографія
Бальтазар Фонтана походив із знатної родини, з якої вийшло багато видатних художників та архітекторів. 1 березня 1689 року він одружився з Марією Елізабет Гілардоні. У них було три доньки (Франческа, Антонія, Альфонса) і, як свідчать дослідники, також син — Ян Міхал Фонтана, який у 1720 р. отримав міське право у Брно як ліпник. Одним із соратників Бальтазара був його брат Францішек Фонтана (1666 — до 14 березня 1697), який, згідно з документом того періоду, «працював так само, як і його брат» .
Першою відомою роботою Фонтани є оздоблення трьох крил замку Гогенашау . Діяльність Фонтани в Моравії почалася із замовлень Кароля Ліхтенштейна — Кастелькорна, єпископа Оломоуцького, для якого він оздобив три кімнати в замку в Кромержижі, які завершив в 1688 році. Відтоді відомо, що митець зазвичай з весни до осені працював у Моравії чи Польщі, а на зиму повертався на батьківщину. Перші відомості про роботу Фонтани в Польщі походять з 1693 року. Разом із нікому невідомим Пакошем Требеллером він підписав контракт на оздоблення Морштинської каплиці у Величці . У 1695 році Фонтана розпочав роботу в церкві св. Анни, яка з перервами проіснувала до 1703 року. Інші роботи, які йому приписують у Кракові та його околицях, можна датувати цим періодом . Це найвидатніший його твір, виконаний за задумом і під керівництвом о. Себастьяна Піскорського, який надав Фонтані виконавчі проекти, створені Єжи Шимоновичем, художником, який отримав освіту в Римі, пов'язаний з двором Яна III Собеського . Таким чином, Фонтана міг збагатити свою роботу численними більш сучасними мотивами, що походять з римського мистецтва, які він пізніше багато разів використовував у Моравії. Фонтана усвідомлював важливість цієї роботи і близько 1700 року заснував фундацію з капіталом у 3000 злотих, прибуток від якої мав бути використаний для збереження зроблених ним прикрас у цій церкві .
Під час перерви в роботі на вул. Св. Анни, викликаної шведським вторгненням, Фонтана почав прикрашати бібліотеку абатства в Градиско поблизу Оломоуца у 1681—1692 рр . У 1724 році Фонтана почав працювати над своєю останньою великою роботою — оздобленням церкви у Велеграді, завершеної близько 1730 року. В обох цих святилищах він вже відповідав за всі роботи, а також керував роботами художників з інших галузей. Йому допомагали віденський скульптор і каменяр Йоганн Гагенмюллер, який мав взяти на себе керівництво роботами в церкві на Святій Горі в разі смерті або хвороби Фонтани. У той час митець, який був ще здоровим, виготовив багато менших декорацій .
Бальтазар Фонтана помер 6 жовтня 1733 року в К'яссо і був похований у місцевій церкві св. Віталіс .

## Характеристика творчості
Скульптури і рельєфи Фонтани явно залежать від римського мистецтва кола Берніні . Невідомо, чи мала з нею безпосередній контакт ліпнина, оскільки архівних документів про його освіту та ранню творчість немає. Творчість Фонтани мала велике значення для поширення берніністичної течії в скульптурі Малопольщі, ставши зразком для багатьох пізніших художників .

## Праці

### Певні роботи
- Гогенашау, оздоблення трьох кімнат крилами у замку фон Прайзінг, підписане "Бальдісаро Фонта […] 1683 [або 1688, остання цифра видно посередині]
- Кромержиж, єпископський замок, оздоблення трьох терренних кімнат замку єпископів Оломоуц на замовлення Чарльза Ліхтенштейна-Кастелкорна, Великобританія 1688 рік
- Кромержиж, єпископський замок, оздоблення дев'яти кімнат на першому поверсі для того ж клієнта, поч. 1691 рік. Декорація знищена пожежею 1752 року
- Вишкув, оздоблення каплиці св. Отилії при парафіяльній церкві, 1692 р., збереглася частково
- Градіско, монастир премонстратів, оздоблення сходів, 1692 р
- Величка, оздоблення Морштинської каплиці при парафіяльному костелі, збережено фрагментарно.
- Градиско, монастир премонстратів, оздоблення трапезної, ймовірно 1694 р., не збереглося.
- Шебетов, внутрішнє оздоблення палацу, 1694 рік
- Краків, Костел св. Анни, оздоблення всього інтер'єру костелу з каплицями та мавзолеєм св. Ян Канті, а також оздоблення фасаду, 1695—1703 рр.
- Краків, оздоблення італійської каплиці у монастирі францисканців, 1697—1699 рр., збережено частково.
- Старий Сонч, оздоблення пресвітерію костелу кларисок, 1699 р.
- Краків, костел кармелітів на Піску, три фігури на фасаді, 1700 р., частково збережений
- Краків, костел кларисок, внутрішнє оздоблення, 1700—1701 рр.
- Коніце, замок абата Норберта Желецького, декор спальні, 1702—1703 рр.
- Градіско, монастир премонстратів, оздоблення бібліотеки, 1702—1704 рр.
- Угорське Градище, оздоблення трапезної францисканського монастиря, бл.1708 р.
- Оломоуц, костел св. Михаїл, інтер'єр ліпнини, бл.1710
- Свята Гора, вівтарний декор і дві фігури в базиліці Відвідин Пресвятої Діви Марії, 1718 р.
- Градиско, оздоба монастирської церкви, з 1718 р., не збереглася
- Свята Гора, доповнює оздоблення храму, 1722—1731 рр.
- Велеград, оздоблення цистерціанського костелу, 1724—1730 рр
- Оломоуц, оздоблення капітули, 1725 р., не зберігся
- Brněnské Ivanovice, внутрішнє оздоблення літнього палацу Велеградських абатів, 1725—1726 рр.
- Градисько, оздоблення ризниці, 1726 р., не збереглося
- Градиско, оздоблення зимової трапезної, 1727 р., разом з Антоніо Рікка, не збереглося.
- Штенберк, монастир каноніків регулярних, оздоблення трапезної та кімнати в будинку настоятеля, 1727—1728 рр., збережено частково.

### Роботи, що йому приписують
- Краків, костел босих кармелітів, барельєф Благовіщення в пресвітерії (частково зберігся) та ймовірно також інші відсутні елементи внутрішнього оформлення
- Краків, каплиця св. Яцека при Домініканському костелі, гроб св. Яцека та оздоблення купола
- Церква св. Варфоломія в Людвінові в Кракові, барельєф Бог Отець в апсиді
- Краків, палац Кшиштофорів, ліпнина та оздоблення
- Краків, кам'яниця Іполита, приміщення під назвою «Кабінет», ліпнина
- Краків, кам'яниця під Грушкою, Фонтанівська кімната, ліпнина
- Угерчице, внутрішнє оздоблення палацу, можливо, близько 1705 року
- Бухловіце, оздоблення кількох кімнат Петржвальдського палацу
- Врешовіце, палац абата Норберта Желецького, оздоблення одного з інтер'єрів
- Оломоуц, оздоблення каплиці св. Антонія в костелі бернардинів, 1708 р
- Оломоуцький собор, оздоблення порталу каплиці Св. Марії, 1710 р.
- Подхрадні Лхота, парафіяльний костел, оздоблення вівтаря та амвона.

### Роботи, що неправильно присвоєні
Маріуш Карпович, припускаючи, що Фонтана був різнобічним архітектором, скульптором і креслярем, приписував йому численні проекти кам'яної кладки (епітафії Яна Морштина в костелі Реформатів у Кракові та Яна Єжи Гофмана в костелі в Коніці), різьби по дереву (рами кількох єпископські портрети у францисканському монастирі в Кракові) і навіть покрівельники (шоломи веж костелу св. Анни та вища вежа собору). Він також вважав, що доклав руку до проектування архітектури цієї церкви. Жодне з цих приписів не було переконливо обґрунтовано, і багато робіт, про які йде мова, були створені, коли художник перебував в іншій країні або навіть через тривалий час після його смерті, тому всі ці приписи слід відкинути як безпідставні . Спроби приписати Фонтані роботи на його батьківщині або пов'язати з ним прикраси в районі Гогенашау також ненадійні .

## Виноски
1. 1 2  Чеська національна авторитетна база даних
2. ↑  The Fine Art Archive — 2003.
3. 1 2  Encyklopedie Kroměříže — 2020.
4. ↑  SIKART — 2006.
5. ↑  Karpowicz, Mariusz (1994). Baltazar Fontana. Warszawa. с. 9-12, 67.
6. 1 2  Kurzej, Michał (2012). Siedemnastowieczne Sztukaterie w Małopolsce. Kraków: Dodo Editor. с. 168-169.
7. ↑  Kurzej, Michał (2012). Siedemnastowieczne sztukaterie w Małopolsce. Kraków: Dodo Editor. с. 406-407.
8. ↑  Kurzej, Michał (2012). Siedemnastowieczne sztukaterie w Małopolsce. Kraków: Dodo Editor. с. 173-175.
9. ↑  Karpowicz, Mariusz (1994). Baltazar Fontana. Warszawa. с. 20.
10. ↑  Karpowicz, Mariusz (1994). Baltazar Fontana. Warszawa. с. 24-32.
11. ↑  Kurzej, Michał (2012). Siedemnastowieczne sztukaterie w Małopolsce. Kraków: Dodo Editor. с. 182.
12. ↑  Kurzej, Michał. Nie tylko Fontana. Innowacje w twórczości krakowskich artystów cechowych na przełomie XVII i XVIII wieku. Studia nad Sztuką Renesansu i Baroku. IX.